# Inge Larsen
Pour plus de détails, voir Fiche technique et Distribution.
Inge Larsen est un film allemand réalisé par Hans Steinhoff, sorti en 1923.

## Synopsis
Inge Larsen, la fille d'un gardien de phare, tombe amoureuse de Baron Kerr, qui se remet dans la maison de ses parents après avoir eu des problèmes avec une tempête en mer. Kerr prend également goût de la jeune femme et donc peu de temps après, il lui demande sa main. Inge laisse derrière elle son petit ami, le pêcheur Jan Olsen, ainsi que ses parents, pour qu'elle et Kerr commencent une nouvelle vie complètement inconnue. Grâce à son mariage avec un diplomate influent, elle appartient désormais à la classe sociale supérieure, qui comprend également la haute noblesse. Inge a pour adversaire la capricieuse Evelyne, avec qui Kerr était en couple avant son mariage.
Après que le jeune couple a eu un enfant, il est plus important pour Inge d'être avec son enfant que d'assumer des responsabilités sociales. Evelyne est désormais de plus en plus souvent vue à côté de Kerr. Inge, franche et honnête, n'a presque rien à opposer à cette femme folle d'intrigues. Alors que Kerr la trompe avec Evelyne, il accuse Inge d'infidélité. L'occasion pour lui est qu'il a vu Jan Olsen sortir de chez lui. Cependant, Inge n'a soigné que ses blessures subies lors d'une bagarre dans une boîte de nuit. Un autre incident dramatique conduit Inge à retourner chez ses parents après qu'elle et son mari décident de divorcer. Rien ne s'oppose au bonheur avec Jan, qui lui va beaucoup mieux.

## Fiche technique
- Titre original : Inge Larsen
- Réalisation : Hans Steinhoff
- Scénario : Karl Vollmöller, Hans Steinhoff
- Musique : Alexander Schirmann
- Direction artistique : Alfred Junge, Ludwig Kainer, Fritz Lück (de)
- Costumes : Ludwig Kainer
- Photographie : Helmar Lerski
- Production : Henny Porten, Hanns Lippmann
- Société de production : Henny Porten Filmproduktion
- Société de distribution : Hansa-Verleih der UFA
- Pays d'origine :  République de Weimar
- Langue : Allemand
- Format : Noir et blanc - 1,33:1 - 35 mm
- Genre : Drame
- Durée : 85 minutes
- Dates de sortie :
  -  République de Weimar : 16 octobre 1923.
  -  Finlande : 30 mars 1924.
  -  Danemark : 7 juillet 1924.

## Distribution
- Henny Porten : Inge Larsen
- Paul Otto : Baron Kerr
- Ressel Orla : Evelyne
- Vassili Vronski : le majordome de Kerr
- Paul Hansen : Jan Olsen
- Hans Albers : l'attaché qui s'ennuie
- Ludwig Rex, Leopold von Ledebur

## Production
Début 1921, Henny Porten fonde Henny-Porten-Film GmbH avec le directeur de Gloria-Film Hanns Lippmann. Il a pour objectif de faire l'actrice une célébrité du cinéma autant que du théâtre. Mais l'espoir de l'actrice de cinéma allemande la plus populaire de se séparer de l'UFA et de son ancienne image glamour et de pouvoir expérimenter de nouvelles directions créatives est déçu. Le public ne suit pas non plus. Des spectateurs en baisse, de lourdes pertes financières et des conditions de production de plus en plus difficiles avec une inflation croissante incitent Porten à revenir au type de rôle qu'on attend d'elle avec le film Inge Larsen.
Les premières prises de vue en extérieur sont prises dans l'île de Rügen dans la seconde moitié d'octobre 1922 puis un tournage en studio à Berlin. Fin avril-début mai 1923, un nouveau tournage a lieu à Copenhague, car Porten n'est plus satisfaite du film. Le critique Fritz Olimsky, qui a remarqué lors de la première que le film n'était pas de la longueur habituelle, apprend lorsqu'il fait remarquer Henny Porten qu'elle a par la suite retiré des scènes du film déjà terminé ou les avait sévèrement coupées dans lesquelles elle-même ne peut pas être vue. Ainsi, à partir d'un film d'ensemble, « un film de star cliché avec des épisodes secondaires finement élaborés » émerge. La police de Berlin l'interdit aux jeunes le 22 septembre 1923 (n°7707).
Le film ne plaît pas à la critique et n'attire pas les spectateurs.
Le film, longtemps considéré comme perdu, fut redécouvert dans le Gosfilmofond, les archives cinématographiques de Moscou, y compris la carte de censure et largement restauré par le Filmarchiv des Bundesarchivs et l'université de l'Ouest de l'Angleterre ainsi qu'avec le soutien partiel du UK Arts and Humanities Research Boards. La version restaurée est présentée pour la première fois le 11 septembre 2007.

## Source de traduction
- (de) Cet article est partiellement ou en totalité issu de l’article de Wikipédia en allemand intitulé « Inge Larsen » (voir la liste des auteurs).